# I Pledge Allegiance to the Flag – the White Flag
I Pledge Allegiance to the Flag – the White Flag ist ein Jazzalbum von Stephanie Nilles. Die am 10. Dezember 2019 in Bremen entstandenen Aufnahmen erschienen am 5. März 2021 auf Sunnyside Records/Broken Silence. Der Titel des Albums (deutsch „Ich gelobe die Treue zur Flagge – der Weißen Flagge“) ist ein Zitat des Bassisten und Bandleaders Charles Mingus (1922–1979), dessen Kompositionen das Album gewidmet ist.

## Hintergrund
Die amerikanische Singer-Songwriterin Stephanie Nilles, die auch eine ausgebildete klassische Pianistin ist, wuchs als Schwester eines Bassisten quasi mit Mingus’ Musik auf. Sie hat zehn Songs des Bassisten und Bandleaders (und den Coltrane-Klassiker „Alabama“) allein am Flügel eingespielt. Aufgezeichnet wurde die Session im Sendesaal von Radio Bremen, in dem Mingus 1964 selbst gespielt hat. Nilles legt den Fokus auf Mingus’ politische Songs wie „Fables of Faubus“, „Oh Lord, Don’t Let Them Drop That Atomic Bomb on Me“ oder „Free Cell Block F, Tis Nazi U.S.A.“, denn der Bassist steckte voller Wut auf den Rassismus in den USA, notierte Rolf Thomas.
Die Musik von Mingus tauchte 2007 in Nilles‘ Repertoire auf, „die besondere Mischung des Bassisten aus Komplexität mit Bombast und Humor mit Wut war berauschend“, hieß es in den Liner Notes. Nilles ging eine Zeit lang auf Tour und spielte Gigs, wo sie konnte, bis sie schließlich in New Orleans landete, wo sie sich in der vielseitigen lokalen Musikszene engagierte, darunter ein Quartett mit dem Bassisten Jesse Morrow, einem treuen Anhänger von Mingus. Es folgten weitere Momente mit Mingus’ Musik, darunter bei der Trauer um einen an den Folgen Krebs verstorbenen Freund mit einer kathartischen Verabschiedung mit „Goodbye Pork Pie Hat“ (das Mingus seinerzeit dem 1959 verstorbenen Lester Young gewidmet hatte). Nilles hatte bald eine ganze Reihe von Mingus-Stücken im Repertoire, die sie solo spielen konnte; im Mai 2019 spielte sie dann bei einer Reihe von Solokonzerten in Deutschland eine Transkription des Solos des Saxophonisten Charles McPherson auf Mingus’ „O.P“. Das hörte Radio Bremen-Produzent Volker Steppat und fragte, ob Nilles daran interessiert wäre, ein ganzes Album mit solo gespieltem Mingus-Material aufzunehmen.
Das Mingus-Zitat I Pledge Allegiance to the Flag – the White Flag stammt aus dem Film Mingus: Charlie Mingus 1968, in dem der Bassist diese Worte vor der Kamera des Regisseurs Thomas Reichman auf die Frage aussprach, ob er die amerikanische Flagge grüßen würde. Mingus sagte dies in einem herzzerreißenden Moment, als er mit seiner Tochter auf die Räumung seiner Wohnung wartete. Aber da war noch mehr, notierte Mike Shanley; das ganze Zitat, das auf der Rückseite des Albums erscheint, sei sowohl sarkastisch als auch aufschlussreich und fordere die Führer des Landes auf, „zu sehen, dass sie eines Tages ihre eigenen Versprechen gegenüber den Opfern erfüllen werden, die sie Bürger nennen.“

## Titelliste
- Stephanie Nilles: I Pledge Allegiance to the Flag – the White Flag (Sunnyside Communications SSC 1606)[5]

1. Fables of Faubus 13:11
2. East Coasting 4:09
3. Oh Lord Don't Let Them Drop That Atomic Bomb On Me 5:06
4. O.P. 3:41
5. Goodbye Pork Pie Hat 7:05
6. Free Cell Block F, 'Tis Nazi U.S.A. 5:55
7. Devil Woman 6:42
8. Peggy's Blue Skylight 5:31
9. Pithecanthropus Erectus 9:21
10. Remember Rockefeller at Attica 4:47
11. Alabama (John Coltrane) 9:04

Wenn nicht anders vermerkt, stammen die Kompositionen von Charles Mingus.

## Rezeption
Mike Shanley schrieb in JazzTimes, zusammen mit Nilles‘ persönlichen Notizen beweise sowohl die Musik wie auch das Zitat, dass Mingus so aktuell und kraftvoll wie immer sei, selbst wenn seine Musik auf Soloklavier interpretiert werde. Nilles gehe gekonnt an diese Musik heran, im Wissen, wie viel persönliche Zuwendung sie prägen kann. Ihre raue Stimme eröffnet das Album und singt die ersten Zeilen von „Fables of Faubus“, begleitet von dem Klavier. Sie agiere dabei  versiert, verzichte auf den Rest der vernichtenden Texte und ziehe es vor, eine lange Improvisation mit Bruchstücken von Spirituals und klassischen Themen aufzubauen. Im Gegensatz dazu sei „Goodbye Pork Pie Hat“ stark, mit einer einfachen Figur der linken Hand, die die dunkle Melodie in noch tiefere Register sinken lasse. Das Rubato von „Peggy’s Blue Skylight“ werde jedoch durch zu viele funkelnde Arpeggios getrübt, doch der unerklärliche Albumabschluss, John Coltranes „Alabama“, sei definitiv relevant.

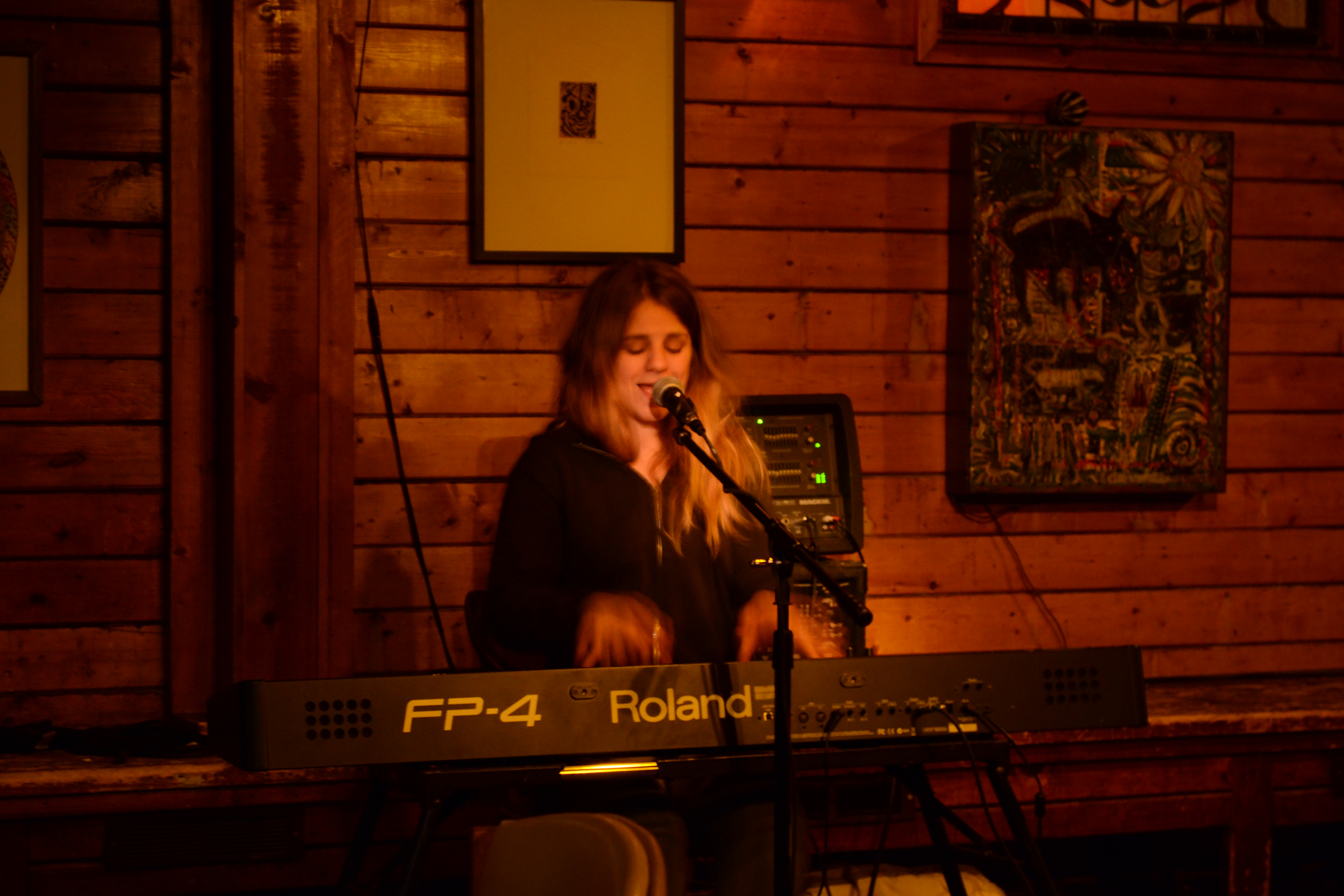
Stephanie Nilles (2011)

Berthold Klostermann schrieb im Fono Forum, die Transkription eines Saxophon-Solos von dessen „O.P.“, Teil ihrer Solokonzerte, wurde zum Ausgangspunkt für ein komplettes Programm, das sich Mingus’ Musik und seinem Engagement gegen Rassismus widmet. Eigentlich keine  überragende Pianistin, spiele sie dessen Stücke solo am Klavier, zumeist instrumental, oft sperrig, mit Stilanleihen und Songzitaten aus der afroamerikanischen Musiktradition. Dies sei zwar nicht virtuos, aber eindrucksvoll.
Rolf Thomas schrieb in Jazz thing, die Musik von Charles Mingus sei komplex und roh, gleichzeitig stecke sie voller starker Hooks und melodiegesättigter Wendungen. Die Parallelen der politischen Haltung des Bassisten zur heutigen Zeit würden auf der Hand liegen, doch Nilles behandle Mingus‘ Songs wie klassische Musik, obwohl sie sich auch viel Raum zur Improvisation lasse. Das Ergebnis sei „ein faszinierender Blick auf eine Welt, die man zu kennen glaubt und in der doch immer wieder mehr zu entdecken ist.“
George Grella schrieb in Bandcamp Daily, dies sei eines der originellsten Mingus-Tribut-Album seiner Art. Mingus sei der größte politische Komponist im Jazz gewesen; er habe bedeutungsvolle Titel geprägt und oft eigene Texte mit seiner Musik kombiniert, die satirisch und durchdringend war, aber auch bluesig, gefühlvoll und swingend. Niles habe auf dem Klavier (und mit Gesangsbeiträgen in „Fables of Faubus“ und „Oh Lord Don’t Let Them Drop the Atomic Bomb on Me“) ein atemberaubendes, kraftvolles Album geschaffen, eine echte Hommage, die zeige, wie gerechter Zorn und Empörung zu enthüllender, nährender und inspirierender Schönheit und Freude verschmolzen werden könne.